# カリウムアミド
カリウムアミド（英: Potassium amide）は、化学式KNH2で表される金属アミドの一種である。

## 製法
カリウムとアンモニアから製造することができる。
{\displaystyle {\ce {2K\ +2NH3\xrightarrow {65-105^{o}C} 2KNH2\ +H2}}}

## 性質
吸湿性のある灰白色の粉末で、水と反応する。
単斜晶系の結晶構造で、空間群は P21/m である。湿った空気中で分解し、水酸化カリウムとアンモニアを生じる 。
1808年に、フランスの化学者ジョセフ・ルイ・ゲイ＝リュサックとルイ・テナールにより発見された。

## 用途
有機化学において、求核置換反応や重合反応に使用される。 